# Кравник
Кравник (Odontites) — рід квіткових рослин родини Orobanchaceae. Рід містить 36 видів, природно поширених у Північній Африці та Євразії. В Україні ростуть: кравник липкий, кравник жовтий, кравник весняний, кравник звичайний.

## Філогенез
Філогенію родів Rhinantheae досліджували за допомогою молекулярних ознак. Odontites належать до ядра Rhinantheae. Це сестринський рід Bellardia, а потім Tozzia і Hedbergia. Ці таксони тісно пов’язані з родом Euphrasia. У свою чергу, ці п'ять родів мають філогенетичну спорідненість з Bartsia.